# گورکن بدبوی سوندا
گورکن بدبوی سوندا (نام علمی: Mydaus javanensis) نام یک گونه از سرده گورکن بدبو است.